# Threnetes ruckeri
O balança-rabo-de-banda-caudal, também conhecido como eremita-barbudo-ocidental (nome científico: Threnetes ruckeri), é uma espécie de ave apodiforme pertencente à família dos troquilídeos, que inclui os beija-flores. É um dos três representantes de um dos dois gêneros conhecidos pelo nome de balança-rabos, que pertence à subfamília dos fetornitíneos. Pode ser encontrada em altitudes desde o nível do mar aos 1200 metros acima do mesmo, onde se distribui desde o sudeste da Guatemala e no Belize, ao oeste do Equador e, finalmente, na Venezuela.

## Etimologia
O nome do gênero caracteriza uma aglutinação de dois termos derivados da língua grega antiga, sendo estes: θρηνητης, thrēnētēs, que significaria, ao ser traduzido literalmente, algo como "enlutado", porém se tratando de um tipo de expressão idiomática para "sombrio, escuro". O termo em si deriva do termo θρηνος, thrēnos, que significa literalmente "lamentação, tristeza". Essa denominação referencia a plumagem enegrecida e escura dos espécimes. O descritor específico, por sua vez, apresenta uma etimologia mais simples, com ruckeri sendo uma dedicatória a um colecionador de arte, empresário e troquidólogo inglês, Sigismund Rucker, que esteve envolvido na coleção do tipo nomenclatural. As subespeciações, por sua vez, se destacam por serem nomeadas a partir de uma característica geográfica ou morfológica. O nome ventosus se dá pela velocidade dos espécimes, que aparentam ser mais rápidos que o vento, com ventosus derivando do neolatim, e significando "ventoso, aquilo que vem do vento". Em contrapartida, venezuelensis, que deriva do latim científico e possui como significado "venezuelano" faz referência à distribuição endêmica da subespécie na Venezuela.
Na nomenclatura vernácula, seu nome varia de acordo com o dialeto da língua portuguesa, onde no português brasileiro se utiliza do termo balança-rabo-de-banda-caudal, com o nome "balança-rabo" se referindo a uma série de aves, e não sendo, necessariamente, exclusivo aos beija-flores. Por sua vez, o termo "banda-caudal" se refere às listras brancas na cauda, que é majoritariamente escura. No dialeto europeu do português, seu nome, eremita-barbudo-ocidental se baseia em um nome comum a todos os representantes da subfamília dos fetornitíneos, "eremita", com o termo "barbudo" sendo uma referência a garganta avermelhada, que se assemelha a uma barba. O nome geográfico, ocidental, se dá em contraste a uma outra espécie que recebe o nome de "oriental", sendo esta o balança-rabo-de-garganta-preta no português brasileiro.

## Descrição
Os balança-rabos-de-banda-caudal, em média, apresentam entre 10 e 11 centímetros de comprimento, tamanho comum entre os fetornitíneos. Os machos possuem uma massa corporal de 5,5 a sete gramas, enquanto as fêmeas pesam entre cinco e sete gramas. Sua cauda apresenta plumagem escura, com bases e pontas brancas nas penas, criando uma faixa preta perto da ponta. A garganta em ocre e as partes inferiores são cinza com algumas penas verdes. Seu bico é preto na superfície e mais amarelado na parte de baixo, sendo ligeiramente curvilíneo. Tal como acontece com outros beija-flores eremitas, os sexos são semelhantes: na fêmea, o bico é um pouco mais curvo que o do macho e a plumagem tem menos contraste entre garganta, peito e abdômen. As aves jovens se assemelham ao adulto, mas têm bordas de penas ocráceas. T. r. venezuelensis tem uma mancha ocrácea um pouco maior na garganta do que o nome. T. r. ventosus tem uma mancha laranja muito maior e brilhante na garganta e um tom ocráceo na barriga.

## Distribuição e habitat
T. r. ventosus é a subespécie mais setentrional de balança-rabo-de-banda-caudal. Pode ser encontrada desde a região leste da Guatemala e Belize através de Honduras, Nicarágua e Costa Rica ao Panamá. Sua subespeciação nominal T. r. ruckeri é encontrada desde norte e oeste da Colômbia ao sul através do oeste do Equador quase até o Peru. T. r. venezuelensis pode ser encontrada no noroeste da Venezuela. Esta espécie habita os sub-bosques e as bordas das florestas primárias e em florestas secundárias antigas, e também matagais semi-abertos, matagais e plantações. Em altitude, varia do nível do mar até 1200 metros acima do mesmo em toda a sua extensão.

## Sistemática e taxonomia
O balança-rabo-de-banda-caudal possui um total de três subespécies reconhecidas; uma quarta subespeciação, Threnetes ruckeri darienensis, distribuída na região fronteiriça entre o Panamá e Colômbia, compartilha as características específicas de cada uma das outras três subespécies. Sistematicamente, a espécie se encontra classificada dentro da subfamília dos fetornitíneos, por sua vez estando na família dos troquilídeos. Esta espécie, adicionalmente das outras espécies, balança-rabo-escuro (T. niger) e balança-rabo-de-garganta-preta (T. leucurus), constituem uma superespécie.
- Threnetes ruckeri ruckeri (Bourcier, 1847) — subespécie nominal; pode ser encontrada desde a região mais ao oeste da Colômbia, seguindo, mais posteriormente, ao sul, através do Equador Ocidental, próximo à fronteira do Peru
- Threnetes ruckeri ventosus (Bangs & Penard, 1924) — pode ser encontrada desde a região leste da Guatemala, através da região de clima tropical, seguindo ao Belize, através de Honduras, Nicarágua e Costa Rica, ao Panamá
- Threnetes ruckeri venezuelensis (Cory, 1913) — subespécie de distribuição geográfica menos ampla, distribuindo-se pela Venezuela, exclusivamente na região noroeste do Lago de Maracaibo.

## Comportamento

### Movimentação
Presumivelmente, os balança-rabos-de-banda-caudal se tratam de uma espécie sedentária, não realizando nenhum tipo de migração. Embora, existem registros de movimentação entre estas aves, notavelmente após a época de reprodução, mais frequentemente entre as aves juvenis.

### Dieta e alimentação
Similarmente a outros beija-flores eremitas, os balança-rabos-de-banda-caudal são alimentadores de armadilha, onde este visita um ciclo variado de plantas com flor, se alimentando principalmente de néctar. Seu bico curvilíneo caracteriza uma adaptação ao formato das flores, especialmente aquelas dos gêneros Centropogon e Heliconia, e normalmente se agarra à flor enquanto se alimenta. Alimenta-se do néctar de Heliconia e outras flores tubulares, ainda, complementando sua dieta com insetos e outros pequenos artrópodes, principalmente de aranhas. Adicionalmente à polinização das flores, na busca de néctar, também "rouba", assim como os fura-flores, perfurando a base do tubo.

### Reprodução
Nos balança-rabos-de-banda-caudal, sua época de reprodução e nidificação varia de acordo com a distribuição e altitude no qual se encontra. Seu ninho apresenta formato de copo, sendo constituído por fibras vegetais, folhagens e de pedaços de teia de aranha presos na extremidade inferior de uma longa folha caída. A fêmea sozinha incuba os dois ovos brancos, embora os machos tenham sido observados permanecendo nas proximidades do ninho.

### Vocalizações
As vocalizações desta espécie se tratam de "um fraseamento rápido e aguda de em torno de cinco a dez notas repetidas com intervalos de vários segundos... por exemplo, 'tzi-tzi-tsee-ee-tsi-tzi-tzi'". Pela região da Costa Rica, suas populações da encosta do Pacífico tem um canto, mais complexo que o das aves da encosta do Caribe, que inclui trinados.

## Estado de conservação
A União Internacional para a Conservação da Natureza avaliou o balança-rabo-de-banda-caudal como uma espécie "pouco preocupante", embora tamanho e tendência de sua populações sejam desconhecidos. Nenhuma ameaça imediata ao seu habitat foi identificada. É considerado incomum a bastante comum e é encontrado em um número significativo de áreas protegidas.